# Guido Fischer (Zahnmediziner)
Guido Fischer (* 22. Oktober 1877 in Dresden; † 22. Dezember 1959 in Berg (Starnberger See)) war ein deutscher Zahnarzt und Hochschullehrer. Er war gemeinsam mit Hans Moral (1885–1933) Wegbereiter der Lokalanästhesie in der Zahnmedizin.

## Leben
Fischer studierte in Berlin und war seit dem Wintersemester 1898/99 Mitglied des dortigen Corps Cheruscia. Er dichtete u. a. das Stiftungslied für seinen Bund und Kommerslieder.
Ab 1907 leitete er die zahnärztliche Abteilung der chirurgischen Poliklinik in Greifswald. 1911 folgte er dem Ruf nach Marburg. Im Ersten Weltkrieg diente er bis 1916 als Feldzahnarzt.
1919 wurde in Hamburg das Zahnärztliche Universitätsinstitut in sechs Baracken des Eppendorfer Krankenhauses begründet und die zahnmedizinische Promotion ermöglicht. Fischer wurde auf den neu geschaffenen Lehrstuhl für Zahnheilkunde berufen und zum Leiter des Instituts ernannt. Zeitgleich sind als Wegbereiter der Lokalanästhesie in der Zahnheilkunde Hans Moral gemeinsam mit Guido Fischer anzusehen, die sich neben der klinischen Anwendung mit den anatomischen und physiologischen Grundlagen beschäftigten.
Bereits zum 1. September 1932 war Fischer der NSDAP beigetreten (Mitgliedsnummer 1.328.263), wurde aber Dezember 1933 aus der Partei ausgeschlossen. 1934 wurde er aufgrund einer Intrige aus dem Beamtenverhältnis entlassen, weswegen er 1945 einen Antrag auf Wiedergutmachung stellte, den er bis 1952 erfolglos verfocht.
In der Sowjetischen Besatzungszone wurde seine Schrift Die erste zahnärztliche Hilfe im Felde (Meusser, Berlin 1915) auf die Liste der auszusondernden Literatur gesetzt.

## Schriften (Auswahl)
- Lokale Anästhesie. 10 Auflagen. 1911–1955.
- mit Alfred Kantorowicz: Bericht über den Besuch des Odontologenkongresses in Moskau vom 26.–30. November 1923. In: Zahnärztliche Rundschau. Zentralblatt für die gesamte Zahnheilkunde. Nr. 5/6, (Berlin) 1924, S. 1–6.